# La maja desnuda (Vicente Blasco Ibáñez)

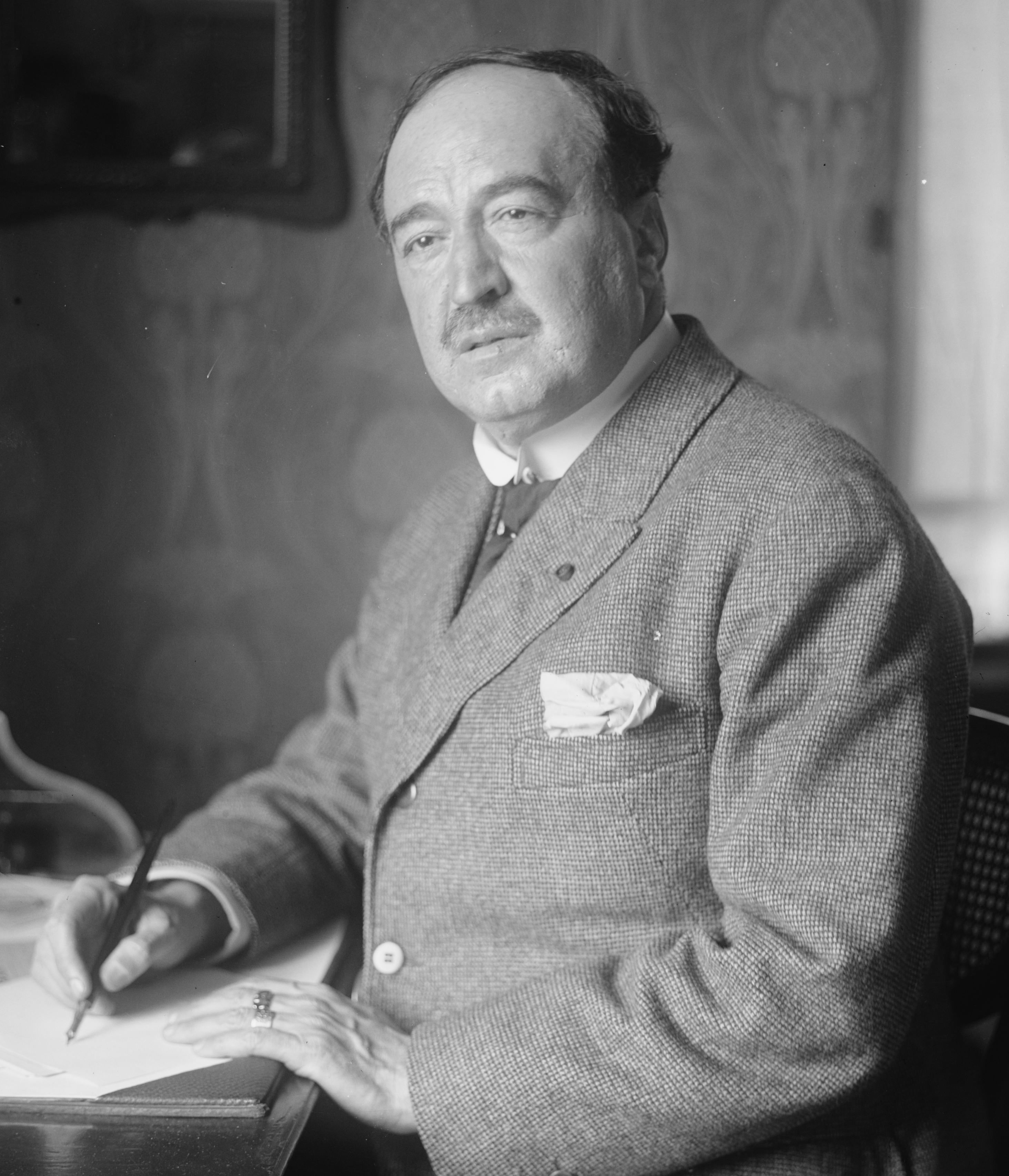
Fotografía del escritor Vicente Blasco Ibáñez en 1919

La maja desnuda es una novela publicada en 1906 escrita por el escritor valenciano Vicente Blasco Ibáñez.
La novela relata la vida de un humilde hijo de herrero que se convierte en pintor de talento famoso y sus peripecias con las mujeres de su vida, que transcurre en Roma, París y Madrid. El título de la novela hace alusión al famoso cuadro del mismo título de Francisco de Goya, y la novela contiene varias escenas de las periódicas visitas del pintor al Museo del Prado.
La novela tuvo mucho éxito en su época y causó un cierto escándalo porque se prestaba a reconocer personajes del Madrid de la época, donde estaba ambientada en una parte sustancial. Blasco fue amigo de los  hermanos pintores y escultores Benlliure y trató también a Joaquín Sorolla, aunque el personaje principal de la novela tiene elementos que se pueden asociar a la propia vida de Blasco.
Se tradujo al inglés con el título "Woman Triumphant".
El propio Blasco, en el prólogo de la versión inglesa, describía así su esencia: Renovales, el  famoso pintor protagonista de la novela, es "simplemente la personificación del deseo humano, este pobre deseo que, en realidad, no sabe lo que quiere, voluble y eternamente insatisfecho. Cuando, por fin, obtenemos lo que deseamos, no nos parece suficiente. "Más, quiero más", decimos. Si perdemos algo que nos vuelve la vida insoportable, de inmediato lo deseamos volver a tener como indispensable para nuestra felicidad. Así somos: pobres niños ilusos que llorábamos ayer por lo que despreciamos hoy y desearemos mañana, pobres seres engañados circulando por la vida en las alas icarianas del capricho."
- Datos: Q5967250